# 香港專業教育學院
香港專業教育學院（英語：Hong Kong Institute of Vocational Education），是香港職業訓練局成員院校，自創辦起一直受政府資助，前身是工業學院（Technical Institute，TI）及科技學院（Technical College）。
1999年3月，兩間科技學院和七間工業學院合併成為一所協同運作的學院，並定名為「香港專業教育學院」。香港專業教育學院現有九間分校分佈於港九新界，分別是：摩理臣山、觀塘、葵涌、黃克競、李惠利、屯門、沙田、柴灣、青衣。

## 歷史
香港專業教育學院的歷史可追溯至1969年成立的摩理臣山工業學院，至1970年代末期先後再有四間（觀塘、葵涌、黃克競、李惠利）工業學院成立，當時的工業學院都由教育司署負責管理，直到1982年移交新成立的職業訓練局營辦，並繼續接受政府的公帑資助；其時頒發的學歷主要是證書（供中三畢業學生修讀）和文憑（供中五畢業學生修讀）。1993年，由於香港理工學院（今香港理工大學）和城市理工學院（今香港城市大學）準備在次年升格大學，政府於是安排職業訓練局成立兩間科技學院（柴灣、青衣）接辦兩間理工學院的高級證書及高級文憑（供中七畢業學生修讀）課程。1999年，職業訓練局旗下的7間工業學院（摩理臣山、觀塘、葵涌、黃克競、李惠利、屯門及沙田）及2間科技學院（柴灣、青衣）合併成為「香港專業教育學院」。

## 運作
香港專業教育學院的九間分校曾以校組（Nexus）制度管理，由三間規模較大的分校為核心，分成三個校組：柴灣校組（包括柴灣、黃克競及李惠利分校）、青衣校組（包括青衣、摩理臣山及屯門分校）和沙田校組（包括沙田、觀塘及葵涌分校），校組制度沿用至2008/09學年取消。自2009/10年度起，改行學科主導管理制度（Discipline Matrix Management System）。

## 課程
香港專業教育學院具有學科範圍評審資格，可頒授上至高級文憑的副學位。
在1970至1990年代，香港工業學院主要為中五會考生及中七預科畢業生提供全日制的文憑及證書課程，並為在職學生提供夜間制及給假調訓制的證書課程。為配合香港理工學院及城市理工學院於1993年升格大學，香港政府安排職業訓練局設立香港科技學院接辦兩間理工學院的高級證書及高級文憑課程，兩間科技學院分別位於柴灣及青衣。香港工業學院及香港科技學院於1999年改制為香港專業教育學院，高級文憑的課程比例逐漸增加，並取代原先的文憑課程，而原本集中在柴灣及青衣兩間分校開辦的高級文憑及高級證書，也開始擴展至香港專業教育學院的各分校。學院同時為未達高級文憑入學水平的中五學生開辦基礎文憑課程(後改為基礎課程文憑)，完成基礎文憑後可申請報讀高級文憑課程。
2007年，沙田分校設計系、觀塘分校印刷及數碼媒體系和葵涌分校時裝及紡織系合併為香港知專設計學院，並加入青衣分校開設的相關課程。
香港於2012年推行新高中學制後，學院主要為中六完成香港中學文憑的學生，提供一年制基礎課程文憑及兩年制高級文憑課程，並為中三程度的離校生提供中專程度的職業教育課程。學院同時繼續為在職人士提供夜間的證書至高級文憑課程。學院的學術範疇包括健康及生命科學、商業、幼兒、長者及社會服務、酒店及旅遊、工程、設計、資訊科技等類別。學院除聘用全職導師外，也會邀請業内人士為部分課程提供指導。
2024年9月，本學院的資訊科技學科將會分拆為香港資訊科技學院。

## 分校

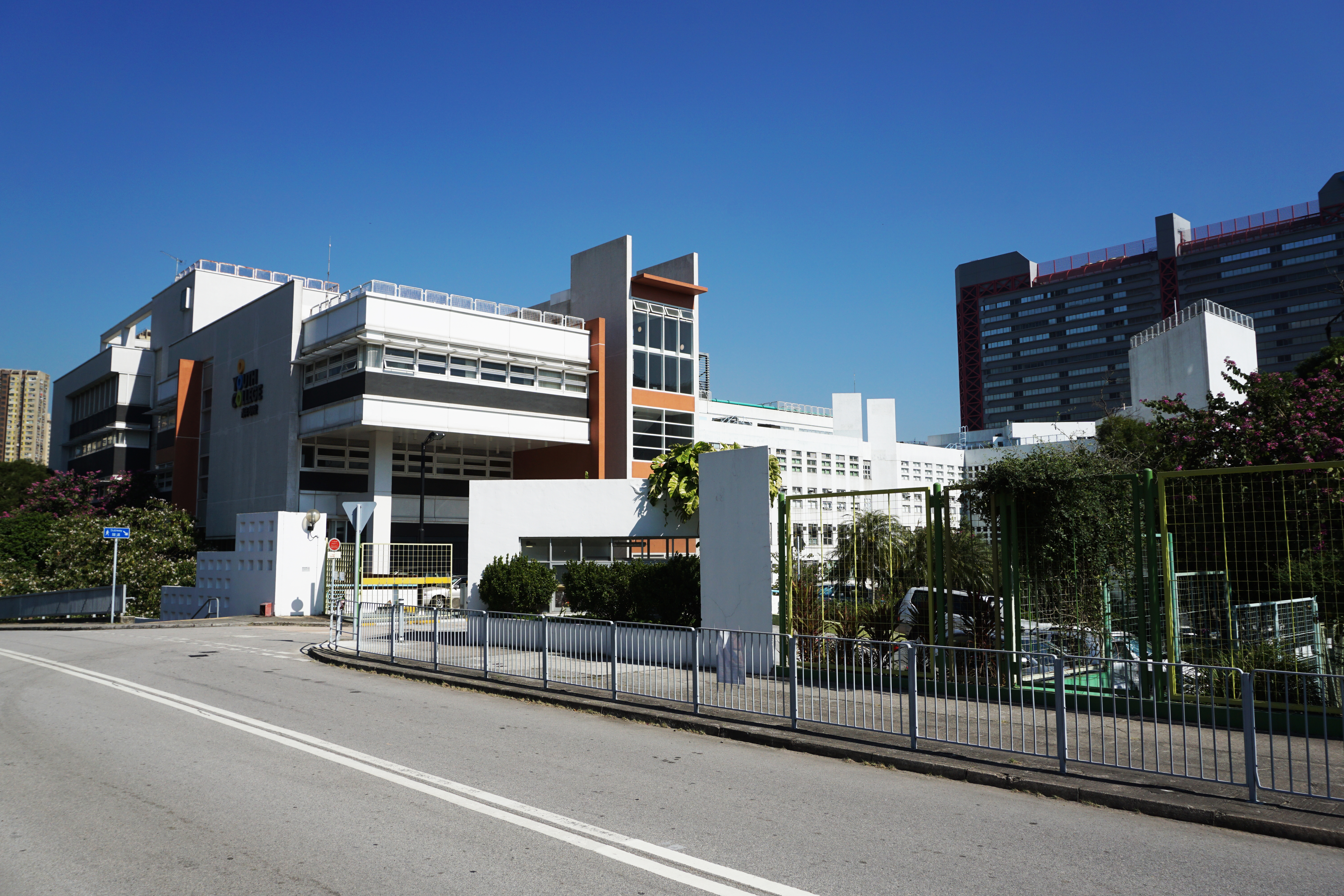
屯門
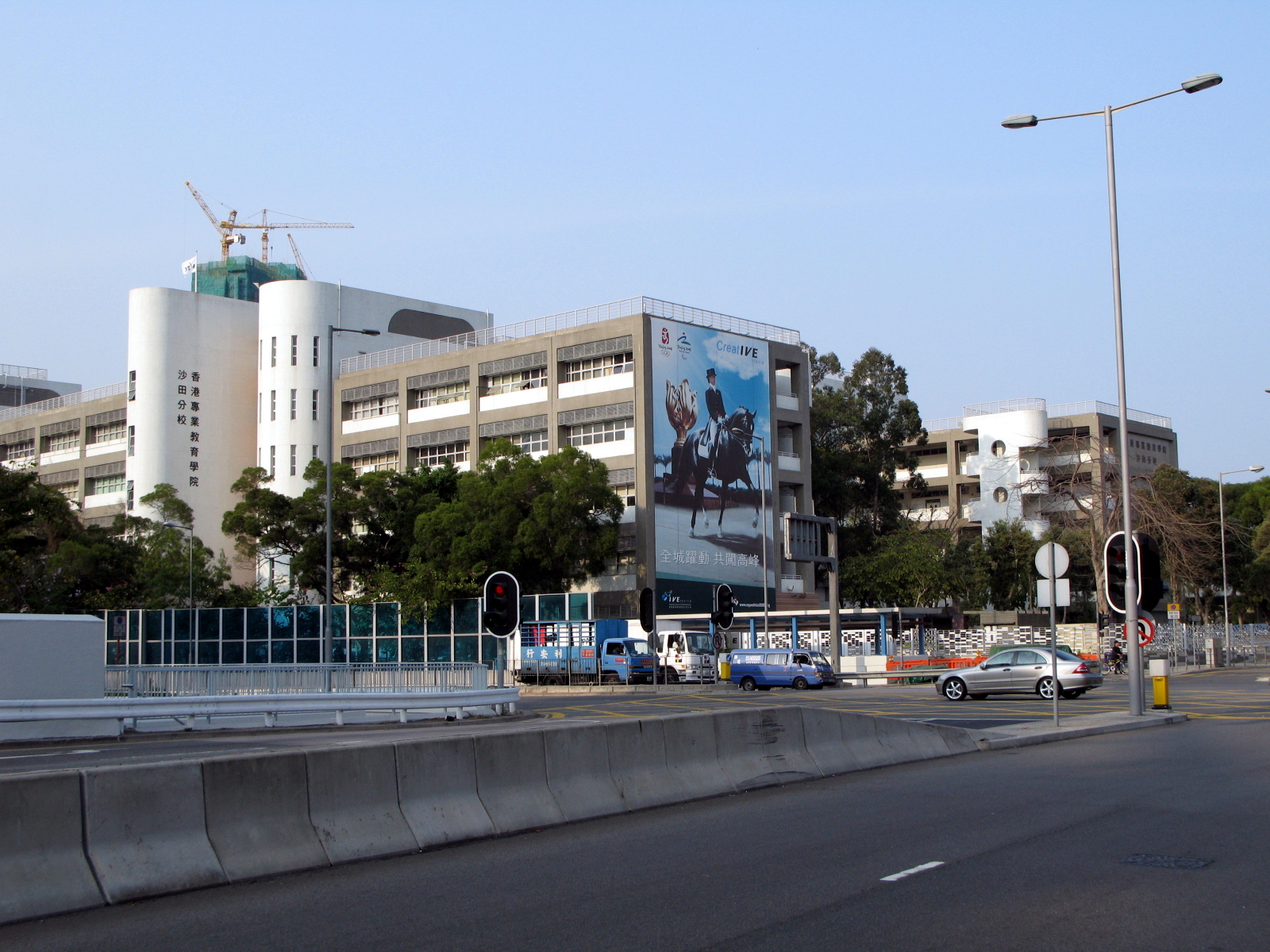
沙田
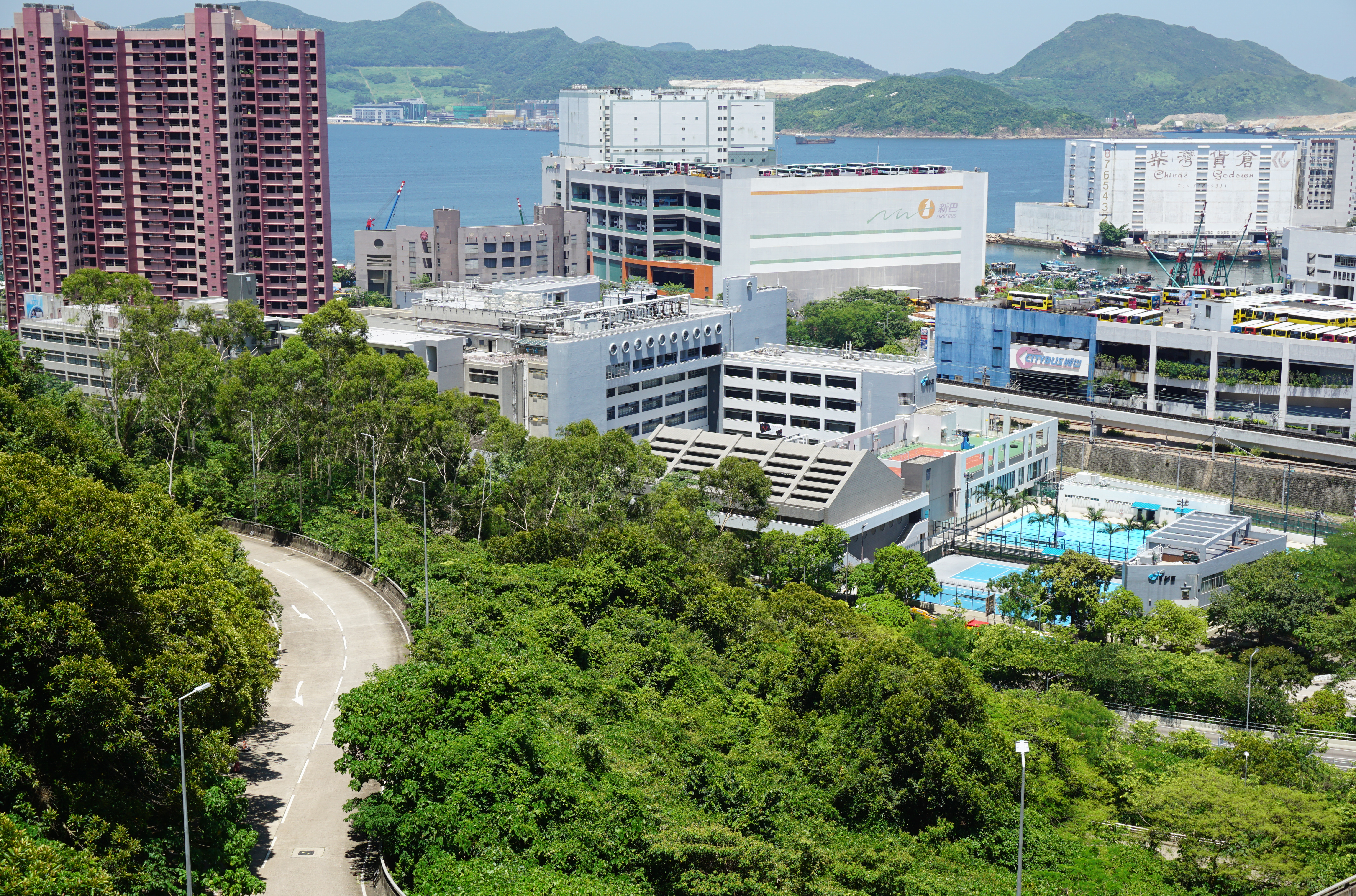
柴灣
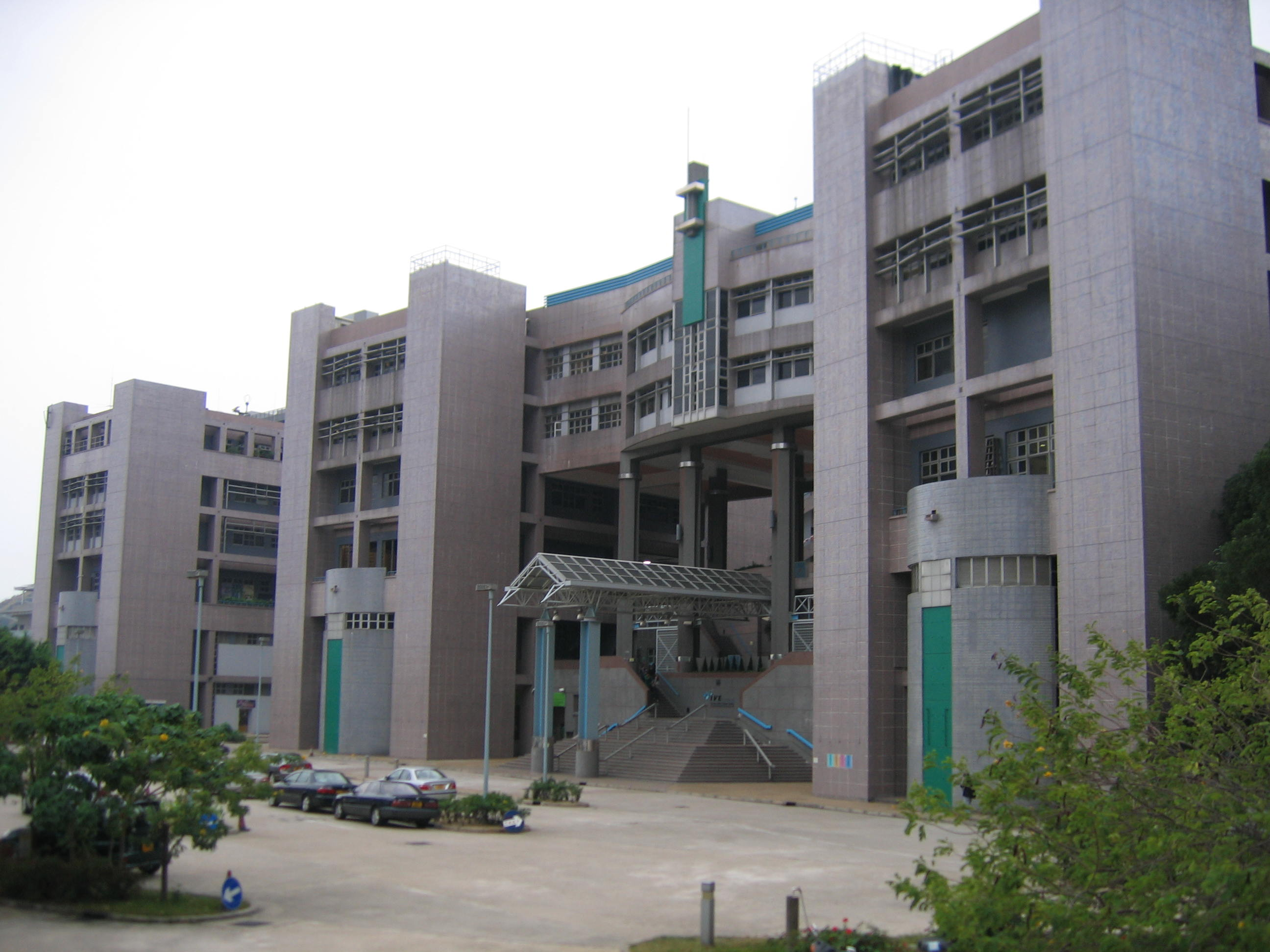
青衣

香港專業教育學院位於港九新界的九間分校：
1. 摩理臣山，前身為摩理臣山工業學院
2. 觀塘，前身為觀塘工業學院
3. 葵涌，前身為葵涌工業學院
4. 黃克競，前身為黃克競工業學院
5. 李惠利，前身為李惠利工業學院
6. 屯門，前身為屯門工業學院
7. 沙田，前身為沙田工業學院
8. 柴灣，前身為柴灣工業學院、香港科技學院（柴灣）
9. 青衣，前身為香港科技學院（青衣）

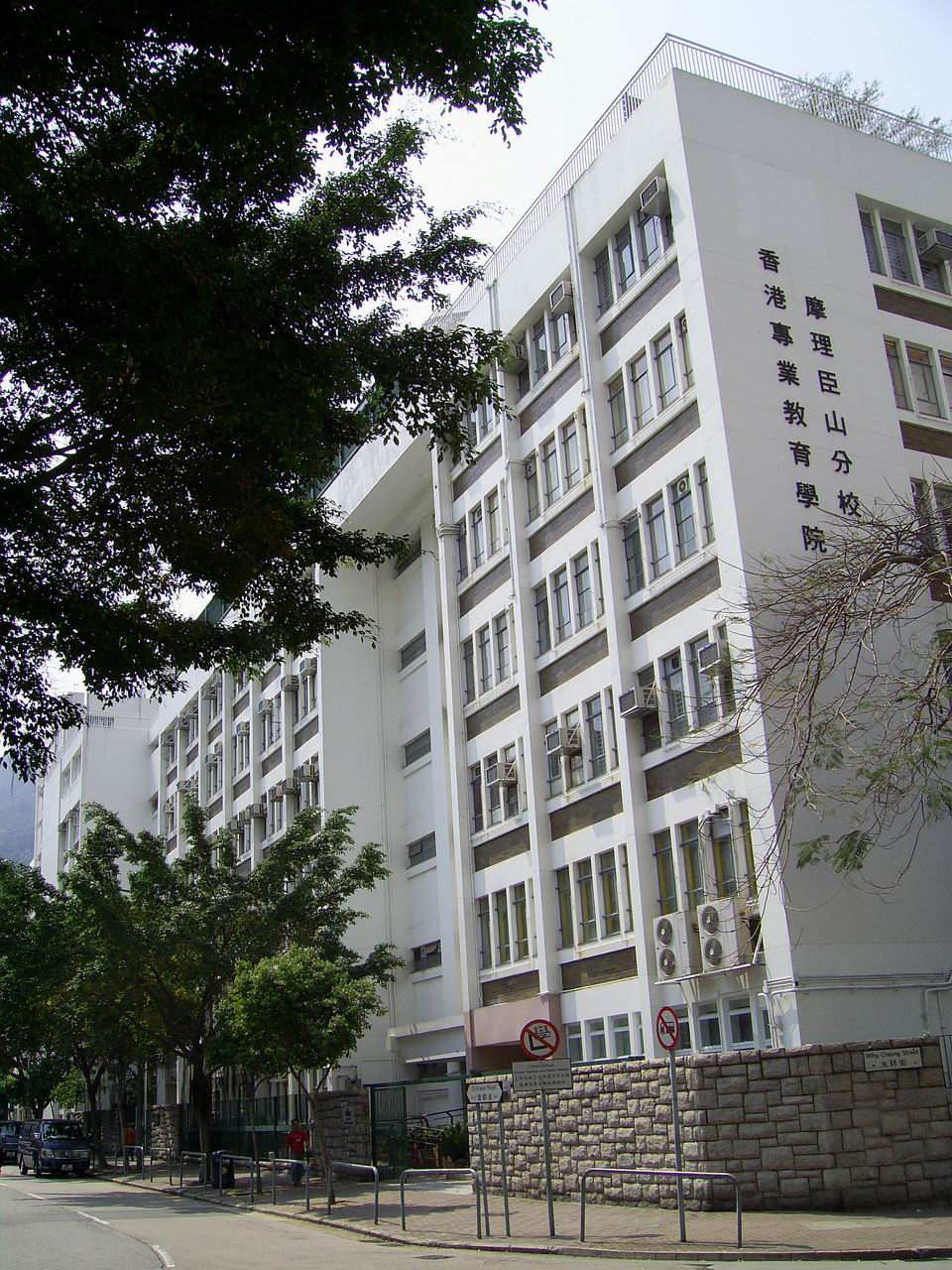
摩理臣山
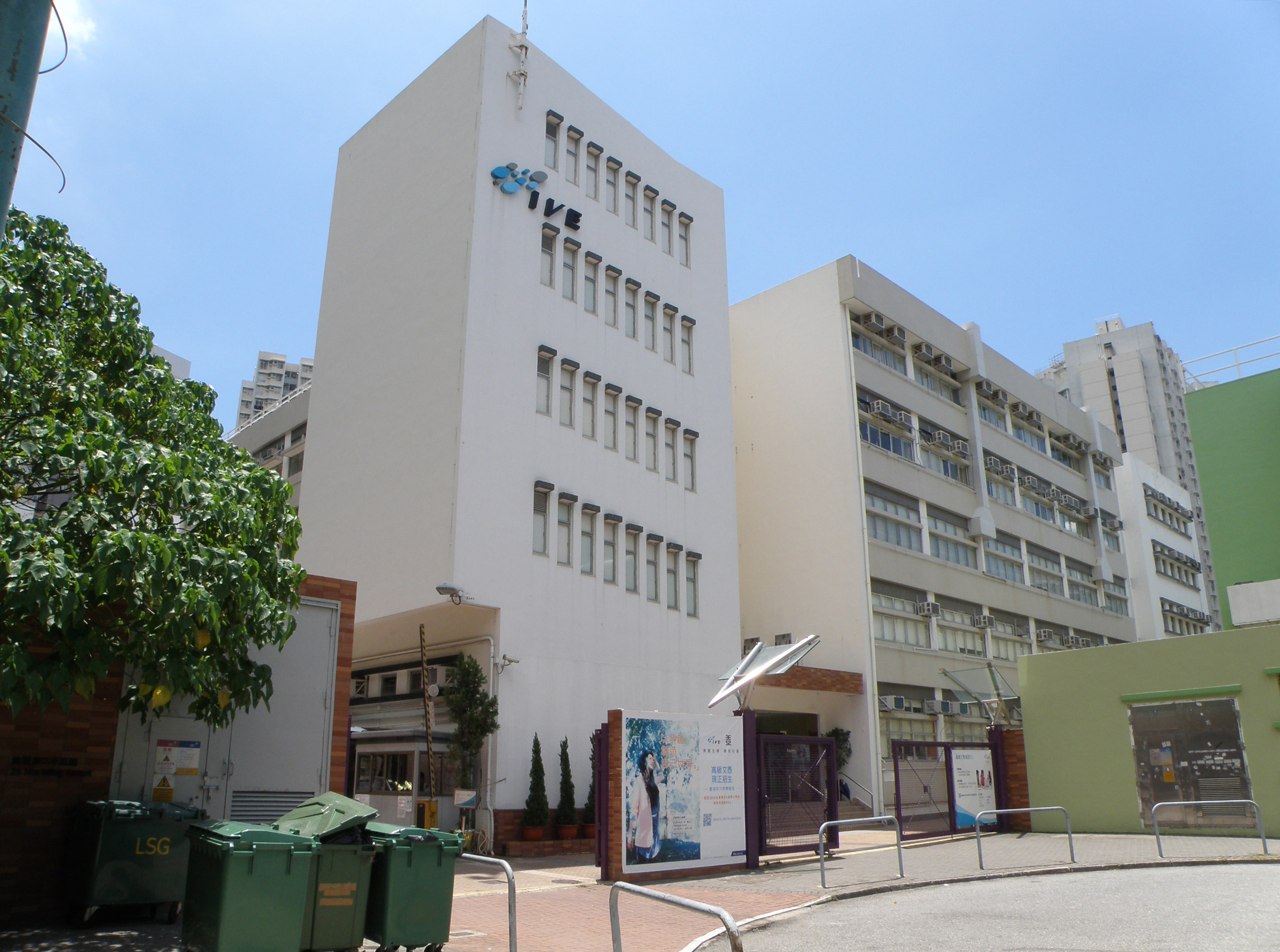
觀塘
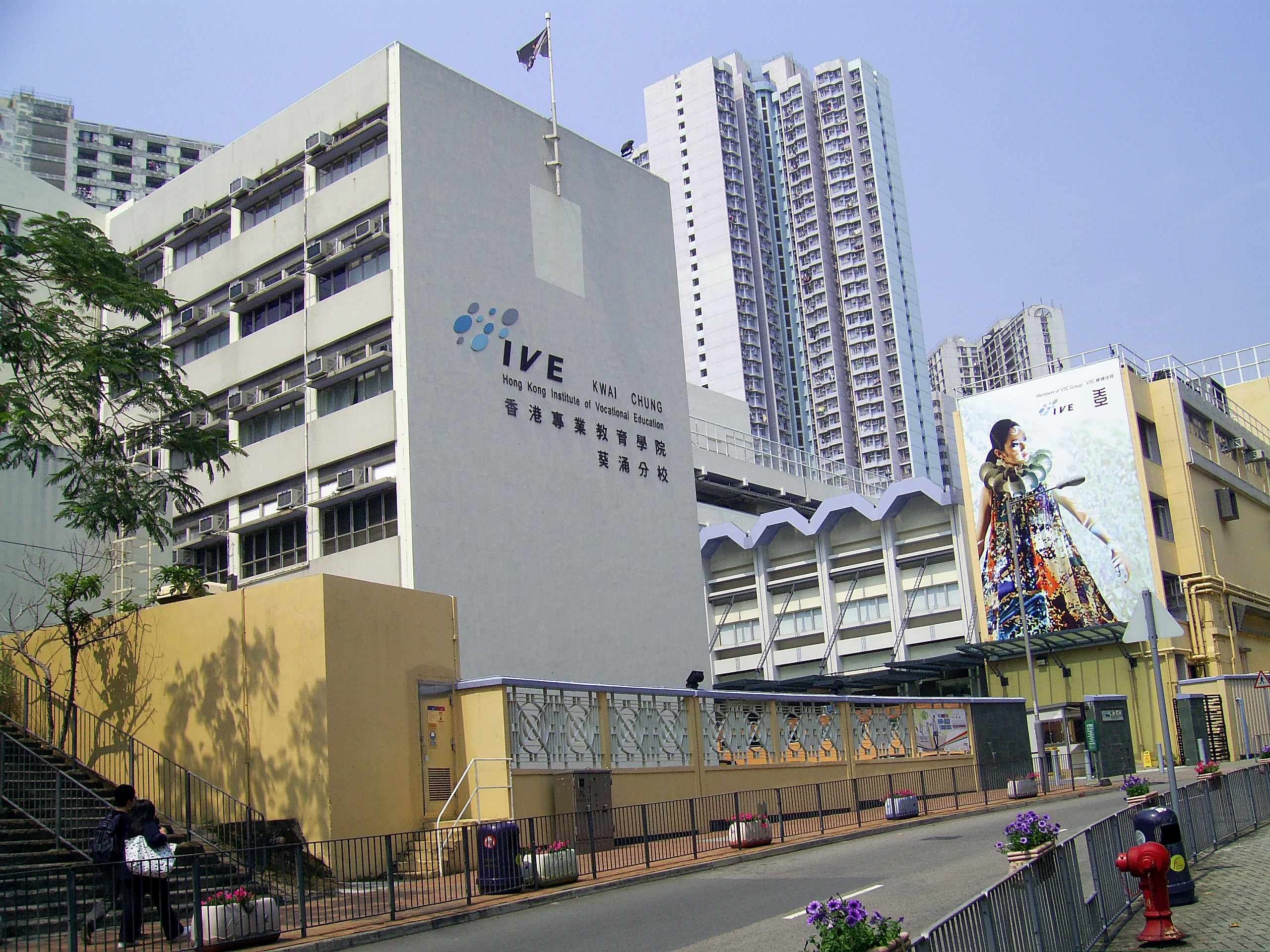
葵涌
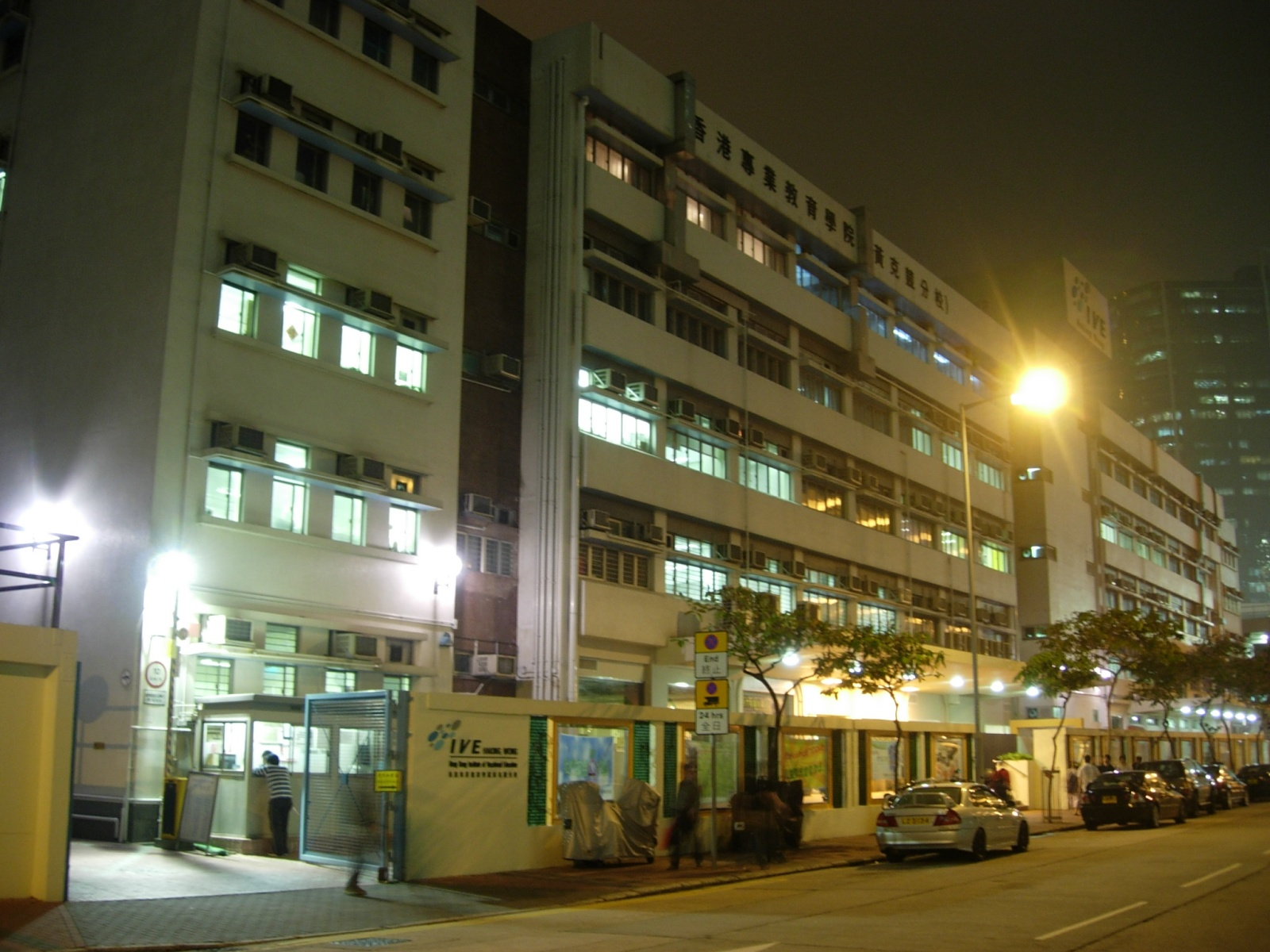
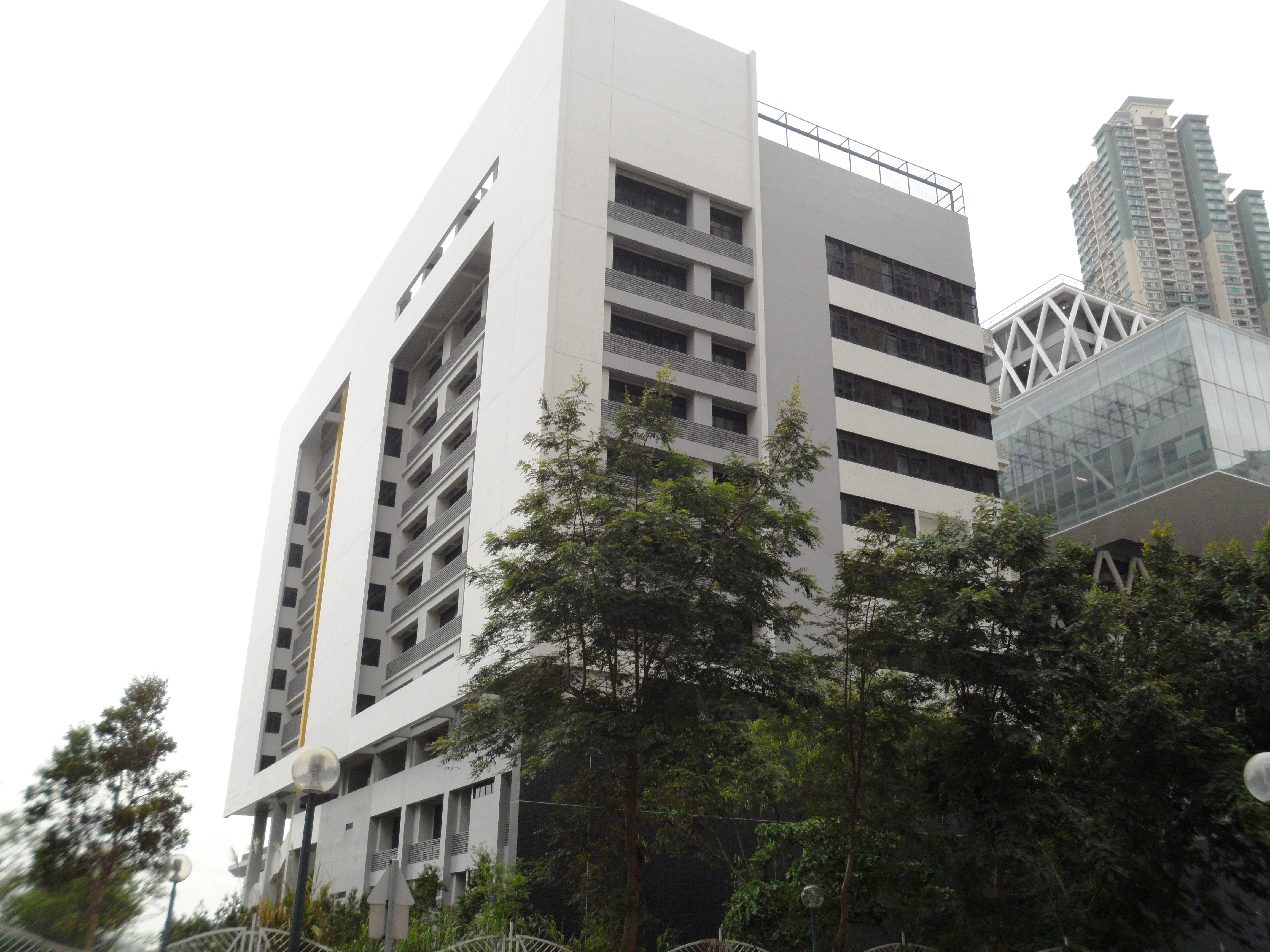
李惠利（調景嶺校舍）

- 屯門
- 沙田
- 柴灣
- 青衣

## 「2+1國際化升學階梯」
由2016/17學年起，香港專業教育學院（IVE）酒店、服務及旅遊學和工商管理學科新入學高級文憑學員成功完成其高級文憑課程後，均可獲指定英國大學直接取錄在香港入讀與才晉高等教育學院（SHAPE）協辦之經本地學術評審的相關學士學位銜接課程，資歷與本地大學學位等同。

## 學術表現
香港專業教育學院在研發及學術表現優秀，在國際太陽能及機械人的大學競技賽更曾代表香港的高等教育界出戰並奪得佳績。由於香港專業教育學院的課程既實用又廣受專業認可，有中學畢業生為將來前途決定捨棄大學教育資助委員會資助大學提供的資助學位，申請入讀香港專業教育學院的高級文憑課程。
2017年10月，香港專業教育學院研發的太陽能車SOPHIE VI在澳洲舉行的「世界太陽能車挑戰賽2017」，擊敗來自包括英國劍橋大學、美國史丹福大學在內多間知名大學的團隊奪得第四名。SOPHIE VI使用碳纖維製造，配備程式收集陽光、風阻、路面斜度等數據並以圖像顯示，協助駕駛者以最佳速度行車，最高時速達110公里，SOPHIE VI在澳洲的競賽於5日半內成功跑完3000公里。2018年3月更獲運輸署批准可在公共路面行駛，開往香港科學館展出及與市民交流。

## 名稱
由於香港專業教育學院的名稱與升格為香港教育大學前的香港教育學院只是多了「專業」兩字，英文簡稱也是（HKIVE）及（HKIEd）的一個英文字母分別，加上香港社會普遍認為名稱有「大學」兩字才是大學，所以營辦學位課程的香港教育學院一直希望升格為大學，教院校長張仁良在專訪中提出「有人將教院（IEd），誤會成香港專業教育學院（IVE）」，又承認香港教育學院的「學院」使香港教育學院的學生有自卑感，期望教院於2016年升格為香港教育大學後可解決名稱引起的問題。

## 知名校友

### 政治界
- 鍾翰林

### 酒店及旅遊業界
- 蔡丞峯：香港葡萄酒評審協會主席 （页面存档备份，存于） （页面存档备份，存于）

### 工程、建築及科技界
- 鄭文輝：創龍企業解決方案有限公司創辦人、人稱「香港智能眼鏡之父」和「信息產業新星」
- 馮威棠：端其科案有限公司董事長
- 鄧熾承：Petostar行政總裁
- 黄振球：香港警務處前總電訊工程師，國際工程技術學會香港分會前主席

### 新聞界
- 黃凱欣：香港有線電視新聞台新聞主播

### 設計及創意產業界
- 龍慧祺：香港室內設計師

### 演藝界
- 朱健鈞：香港演員及模特兒
- 容祖兒：香港著名歌手及演員
- 鄺月恆：香港商業電台前唱片騎師
- 陳廣仁：香港跨媒體創作人
- 鄧麗欣：香港歌手及演員，女子組合Cookies成員
- 關宛珊：香港模特兒及演員
- 劉欣宜：香港歌手及模特兒
- 關智斌：香港歌手及演員，男子組合Boy'z成員
- 林欣彤：香港歌手
- 徐菁遙：香港藝人
- 盧巧音：香港歌手 及演員
- 鄭詩君：香港歌手及演員，男子組合農夫成員
- 張彥博：香港歌手及演員
- 葉曉影：無綫電視特約演員、電影/獨立電影特約演員、香港電影美術學會會員
- 王頌茵：香港藝人
- 陳瑞輝：香港藝人及歌手，男子組合MIRROR成員
- 蘇小小：香港藝人

### 漁農界
- 王顯中：首屆園藝及園境管理學士畢業生、註冊樹藝師[17][18][19][20][21]

### 其他业界
- 梁庭嘉